# Alemanya, any zero
Alemanya, any zero (títol original en italià Germania anno zero) és una pel·lícula italiana dirigida per Roberto Rossellini i estrenada l'any 1948.
És l'última pel·lícula de la trilogia de cinema de guerra no oficial de Rossellini, després de Roma, Ciutat oberta i Paisà. Alemanya Any Zero té lloc a l'Alemanya ocupada pels aliats, a diferència dels altres, que tenen lloc a la Roma ocupada pels alemanys i durant la invasió aliada d'Itàlia, respectivament.
Com en moltes pel·lícules neorrealistes, Rossellini va utilitzar principalment actors locals i no professionals. Va rodar en ubicacions de Berlín i tenia la intenció de transmetre la realitat a Alemanya l'any després de la seva destrucció gairebé total a la Segona Guerra Mundial. Conté imatges dramàtiques del Berlín bombardejat i de la lluita humana per la supervivència després de la destrucció de l'Alemanya nazi. Quan va explicar les seves idees sobre el realisme en una entrevista, va dir, "el realisme no és res més que la forma artística de la veritat".
Rossellini va dedicar aquesta pel·lícula, guanyadora del Festival de Locarno (1948), al seu fill Romano, mort l'agost de 1946. La pel·lícula és tota en alemany i la versió italiana es va haver de doblar.
Va ser doblada i emesa en català el 2003.

## Argument
Edmund Köhler, un nen de 12 anys, mira de sobreviure a les dures condicions de l'Alemanya de la postguerra, concretament a Berlín, una ciutat completament enderrocada després de la Segona Guerra Mundial. El pare de l'Edmund és al llit, malalt. Son germà, que havia lluitat a la Wehrmacht durant la guerra, s'amaga a casa per por que el duguin a un camp de concentració. Sa germana va amb els soldats aliats per a obtenir cigarretes.

## Repartiment
- Edmund Moeschke: Edmund (com Edmund Meschke)[8]
- Ernst Pittschau: El pare
- Ingetraud Hinze: Eva (com Ingetraud Hinz)
- Franz-Otto Krüger: Karl-Heinz (com Franz Grüger)
- Erich Gühne: Herr Enning, el mestre